# Karl Bock (Maler)

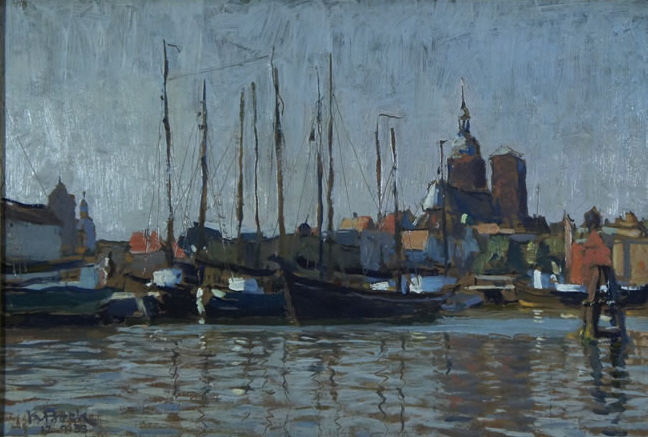
Ansicht von Stralsund

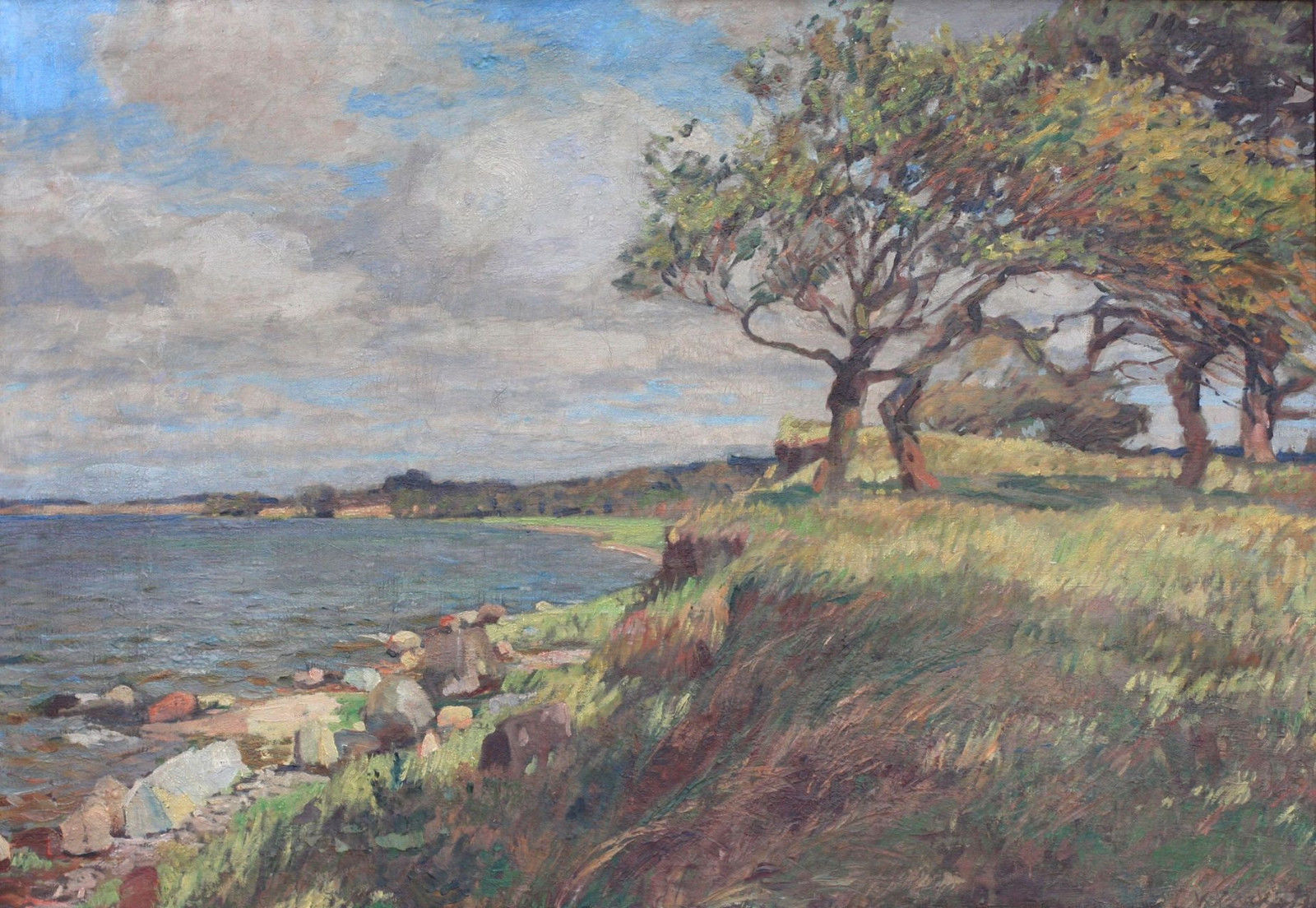
Sommertag auf dem Vilm

Karl Bock (* 12. November 1873 in Braunschweig; † 7. März 1940 in Stralsund) war ein deutscher Maler und Grafiker der Düsseldorfer Malerschule.

## Leben
Karl Bock begann seine Ausbildung um 1890 zunächst mit einem Maschinenbaustudium. Von 1898 bis 1903 folgte ein Studium an der Düsseldorfer Kunstakademie, u. a. als Meisterschüler des Landschaftsmalers Eugen Dücker. Von diesem lernte er das Malen in der Tradition der Schule von Barbizon. Wohl auf Anregung Dückers hatte er zahlreiche Studienaufenthalte an der Ostsee. Ab 1918/19 war er in Lauterbach auf der Insel Rügen tätig, 1926 wurde er in Stralsund sesshaft, wo er bis zu seinem Tode wirkte. 
Karl Bock war ein Maler der Landschaft Vorpommerns. Seine hauptsächlichen Motive kamen aus der dortigen Natur, etwa von den Inseln Rügen oder Vilm und den Boddenlandschaften. Aber auch Ansichten von Städten und einzelnen Bauwerken, hierbei bevorzugt von Stralsund, gehörten zu seinem Schaffen. Daneben fertigte er auch einige Porträts. Das Kulturhistorische Museum in Stralsund besitzt eine größere Anzahl von Werken seines Schaffens.

„Sein Duktus ist zupackend, der Farbauftrag pastos, doch gibt es auch feintonig abgestimmte Kompositionen.“